# Campeonato Regional de Santiago Norte de 2018–19
O Campeonato Regional (ou Insular) de Santiago Norte de 2018-19 foi a época de Associação Regional de Futebol de Santiago Norte (ARFSN), competição de futebol.O número de clubes de temporada foi o primeiro com 10 clubes e dois rodadas.

## Descrição
Foi o segundo tempo e primeiro presentado com 10 na Primeira Divisão e 14 na Segunda Divisão e 18 rodadas (18 jogos por clube).  O temporada iniciado em 10 de novembro e terminado em 27 de março.
O campeão do torneio foi o Grupo Desportivo Varanda conqustou o segunda título é jogar em Campeonato Cabo-Verdiano de Futebol de 2019.  Scorpion Vermelho, campeão de Santiago Norte de temporada posterior, finido o primeiro tempo na zona de relegação e finido em último posição, Scorpion Vermelho jogarado na Segunda Divisão regional na próximo temporada.
O golos totais finalizaram 235.
Grémio Nhagar finido terceiro com mesmo vences, empates, golos (gols) e pontos com temporada anterior. Flor Jovem finido quinta por segundo tempo.
O próxima temporada esse por 2020-21, o edição de torneios regionais de 2019-20 não disputado por razões financiários e materiais, após de pandemia foi arrivado em março de 2020 e em verão, o melhores de outros competições de pais foi abandonado, o Santiago Norte esse único não cancelado ou abandonado por razões de pandemia.

## Clubes

### Primeira divisão
- Beira-Mar (Chão Bom/Tarrafal)
- Benfica
- Grémio Desportivo de Nhagar
- GDR São Lourenço dos Órgãos
- Scorpions
- Varandinha

### Segunda divisão
- AJAC da Calheta

## Resumo da temporada

### Classificação final

#### Primeira divisão
| #  | Equipa                      | J  | V  | E | D  | GP | GC | SG  | Pts | Classificação                                                                 |
| -- | --------------------------- | -- | -- | - | -- | -- | -- | --- | --- | ----------------------------------------------------------------------------- |
| 1  | Varandinha (C) (Q)          | 18 | 11 | 6 | 1  | 42 | 22 | +20 | 39  | Qualificado para Qualificado para Campeonato Cabo-Verdiano de Futebol de 2019 |
| 2  | Estrela dos Amadores        | 18 | 9  | 6 | 3  | 33 | 18 | +15 | 33  |                                                                               |
| 3  | Grémio Nhágar               | 18 | 8  | 5 | 5  | 23 | 18 | +5  | 29  |                                                                               |
| 5  | Flor Jovem da Calheta       | 18 | 6  | 5 | 7  | 19 | 25 | −6  | 23  |                                                                               |
| 6  | SC Beira Mar                | 18 | 4  | 9 | 5  | 20 | 24 | −4  | 21  |                                                                               |
| 7  | Benfica de Santa Cruz       | 18 | 5  | 6 | 7  | 20 | 28 | −8  | 21  |                                                                               |
| 8  | GDR São Lourenço dos Órgãos | 18 | 5  | 3 | 10 | 23 | 26 | −3  | 18  |                                                                               |
| 9  | Associação Juventus (R)     | 18 | 4  | 5 | 9  | 19 | 27 | −8  | 17  | Rebaixado para Segunda Divisão de Santiago Norte de 2020-21                   |
| 10 | Scorpion Vermelho (R)       | 18 | 2  | 7 | 9  | 14 | 29 | −15 | 13  | Rebaixado para Segunda Divisão de Santiago Norte de 2020-21                   |

Fonte: [carece de fontes?]
Regras para classificação: 1º pontos; 2º saldo de gols; 3º gols pró.
(C) = Campeão; (R) = Rebaixado; (P) = Promovido; (O) = Vencedor do play-off; (A) = Classificado para a próxima fase. 
Somente aplicável se a temporada não tiver terminado: 
(Q) = Classificado para a fase do torneio indicada; (TQ) = Classificado para o torneio, mas não para a fase indicada; (DQ) = Desclassificado do torneio.

### Segunda divisão
- 1a: Delta Cultura FC - 17 vences, 53 pontos - promovido
- 2a: Inter Cutelo de Salina (ou Inter de Cutelo Gomes) - 51 pontos - promovido

| Vencedor Grupo Desportivo Varandinha 2º título |